# Ulànovo
Ulànovo - Уланово (rus) - és un poble de la República del Tatarstan, a Rússia. El 2010 tenia 394. Pertany al districte (raion) de Pestretsi.